# Hovnäs färja

Hovnäs färja, även Trelänsleden, går över Dalälven mellan Hovnäs i Avesta kommun, Dalarna och Botebo i Sala kommun, Västmanland. Färjeleden är idag (2015) Dalälvens enda kvarvarande bilfärjeled.
Från är 1915 bestod färjan av en pråm som rymde en häst med vagn. År 1924 ersattes den av en lindragen färja.
Den nuvarande färjan Neda sjösattes 1953 och rymmer tre bilar av standardstorlek.
Vägverket beslutade 1986 att lägga ner linjen. Sedan slutet av 1980-talet sköts linjen av den lokala intresseorganisationen Trelänsleden. Färjan går dagtid under sommaren och är anropsstyrd.
De närmaste fasta förbindelserna över Dalälven är broar vid Näs bruk, cirka 8 km uppströms, och Gysinge, cirka 20 km nedströms. 